# 华数集团
华数数字电视传媒集团（WASU，简称华数集团），前身是由杭州文广集团、浙江广电集团等于1999年投资设立的杭州市有线广播电视网络中心，是大型国有文化传媒产业集团，位居中国新媒体产业发展第一方阵，也是目前中国规模最大的唯一的跨地域经营的有线网络运营商，拥有近3000万户有线电视家庭用户。

## 子公司
华数集团由以下公司组成：
- 华数传媒网络有限公司，华数传媒控股股份有限公司于2012年10月在深交所上市[4]
- 华数网通信息港有限公司
- 梦想传媒有限责任公司
- 杭州广电公交移动多媒体有限公司
- 浙江华数城市信息传媒有限公司
- 尼尔森网联媒介数据服务有限公司
- 浙江移动多媒体广播电视股份公司
- 华数数字电视有限公司（浙江全省大多地市）
- 中广有线网络有线公司（覆盖浙江温州、山东枣庄、安徽和江苏部分城市）